# Иодорганические соединения
Иодоргани́ческие соедине́ния — класс органических соединений, имеющих ковалентную полярную связь атома углерода с атомом или группой атомов иода С—I, подтвержденную структурными физико-химическими методами анализа (ЯМР, РСА, масс-спектрометрия и др.).

## Структурные свойства
Имеющиеся в иодсодержащей органической молекуле группировки атомов взаимодействуют друг с другом, что приводит к электронным смещениям в ковалентных химических связях и неизбежно сказывается на физических и химических свойствах органического соединения. Взаимное влияние атомов С—I обусловливается их электроотрицательностью — свойством, характеризующим способность атома того или иного элемента притягивать электроны.
Химическая связь С—I образуется элементами с разной электроотрицательностью, именно поэтому происходит электронное смещение, в результате которого отрицательный заряд δ− концентрируется на более электроотрицательном атоме иода, а частичный положительный заряд δ+ формируется на атоме углерода.
Многообразие химических форм соединений иода, лёгкость перехода между различными валентными соединениями, легкая летучесть свободного иода обусловливают многообразие класса иодорганических веществ. К органическим соединениям иода относят также две группы веществ: соединения иодония, имеющие некоторое химическое сходство с соединениями аммония, и иодозосоединения, содержащие связанный с иодом атом кислорода.
В природе стабильные соединения трёхвалентного иода не обнаружены, хотя нельзя исключать, что некоторые из них являются промежуточными продуктами метаболизма иода.

## Биологическая роль
Уникальные свойства иода и его соединений позволяют этому элементу присутствовать в микроколичествах во всех без исключения объектах живой и неживой природы. Соединения иода в разных валентных состояниях обладают различной миграционной способностью и действием на живые организмы, поэтому при рассмотрении судьбы микроэлемента в биосфере необходимо учитывать как его валентные состояния в конкретных объектах биосферы, так и возможные окислительно-восстановительные превращения в рассматриваемых условиях.
В организме человека и животных иод присутствует как в виде неорганических соединений — иодидов, так и иодорганических — тиреоглобулина, иодированных аминокислот — моноиодтиронина и дииодтиронина, иодсодержащих (до 65 % иода) гормонов — тироксина и трийодтиронина, а также промежуточных продуктов их метаболизма. В циркулирующей крови около 75 % иода находится в виде органических соединений, а остальная часть представлена иодид-ионом. Очевидно, что в обмене иода значительную роль играет ковалентно связанный «органический иод».

### Органификация иода
Всем живым существам присуще такое явление, как «органификация иода». Например, в щитовидной железе человека ежесекундно происходит ферментативное присоединение неорганического иода к аминокислотам белка — тиреоглобулина (иодирование). В результате реакции гидрофильного замещения иодид (I-) встраивается вместо водорода в молекулу аминокислоты — тирозина, образуя прочную связь с углеродом (С—I), и при этом на атоме углерода формируется частичный положительный заряд.
Именно благодаря ковалентной связанной форме «органический иод» способен проявлять многообразные биологические свойства и эффекты, в том числе через иодсодержащие гормоны — тироксин и трийодтиронин, участвующие в регуляции всех обменных процессов в организме человека. Кроме щитовидной железы, процессы «органификации иода» в меньшей степени осуществляются в молочной и слюнных железах, а также других тканях и органах.
Все млекопитающие, включая и человека, при рождении потребляют в основном органический, связанный с белками молока матери иод. С этим связано чрезвычайно важное значение положительного баланса иода в организме беременных и кормящих женщин.
В других живых организмах органический иод присутствует также в виде моно- и дииодтирозинов. Особенно много их в морских гидробионтах, таких как морские губки, ежи, водоросли и т. д.
У человека существуют два различных механизма всасывания, усвоения и метаболизма неорганического и органического иода. Эти механизмы определяют эффективность и безопасность различных подходов по профилактике иоддефицита. Высказываемое многими исследователями мнение о главной регулирующей роли деиодиназ печени в усвоении и метаболизме органического иода сильно упрощено и спорно. Подтверждением этого является неоспоримый факт высокого содержания иода в моче японцев (1,5-10 мг/л иодид ионов), что возможно только в случае всасывания и метаболизма «органического иода».
Для справки: ВОЗ принимает нормальным уровень иода 150 мкг/л.
Эффективность потребления органического иода определяется сложной системой его распределения и аккумуляции в организме, слаженной работой не только деиодиназ печени, но и деиодиназ в тканях и органах, определяющих оптимальный уровень обмена иода в целом, а также работой «иодного насоса», определяющего скорость и количество усвоенного щитовидной железой иода.
В 1940—50-е годы за рубежом и в СССР были сделаны многочисленные попытки использования иодированных белков в медицине, фармацевтической и пищевой промышленности, а также сельском хозяйстве. Но, несмотря на полученные положительные результаты, этот подход не нашел дальнейшего практического применения по следующим основным причинам:
- Сильный разброс массового содержания органического иода, а также наличие в иодированных белках больших остаточных количеств неорганического иода (в форме иодидов и молекулярного иода) не позволяли обеспечить нормирование органического иода при обогащении продуктов питания.
- Использование химических методов иодирования белков приводило к их изменению и загрязнению продуктами реакции (в том числе хлорорганическими соединениями и молекулярным иодом), что вызывало многочисленные побочные эффекты при их применении.
- Отсутствие промышленного биотехнологического оборудования и процессов (ультра- и нанофильтрации, сублимации, хроматографии и т. д.) не позволяло обеспечить физико-химические свойства и чистоту получаемых иодированных белков, тем более в промышленных масштабах.

## Применение
Иодсодержащие органические соединения используют в контрастной рентгенографии как рентгеноконтрастные вещества (поскольку благодаря высокому атомному номеру иода эффективное сечение взаимодействия рентгеновских квантов с атомом иода велико). Среди них выделяют водорастворимые соединения и иодированные масла. Водорастворимые иодорганические соединения, применяемые с этой целью, представляют собой трииодбензоаты (верографин, урографин, йодамид, триомбраст) и применяются при урографии, ангиографии, холеграфии. Жидкие органические соединения иода в смеси с носителями вязкости (перабродил, йодурон В, пропилйодон, хитраст) используют для бронхографии. Иодированные масла (йодолипол, йодатол, липиодол) применяют при бронхографии, лимфографии, фистулографии, метросальпингографии. Разработаны димерные и неионные водорастворимые рентгеноконтрастные соединения, оказывающие менее выраженное побочное действие (йопамидол, иопромид, омнипак и др.).
В начале XXI века ряд предприятий приступил к производству иодированных белков («Тиреоиод», «Йодказеин», «Биойод», «Йоддар»), которые начали все шире применяться для обогащения пищевых продуктов (молочные, мясные, кондитерские и хлебобулочные изделия).